# 一式旋回機関銃
一式旋回機関銃は、昭和16年（1941年）に制式化された、日本陸軍が開発した空冷式双連旋回機関銃である。八九式旋回機関銃の後継である。略号はテ3で、資料によって呼ばれ方が異なる。

## 概要
本銃は八九式旋回機関銃の欠点を補うために開発された。八九式旋回機関銃の大型の扇形弾倉は風圧の影響が大きく、射手の手も凍傷になるなどの問題もあり、陸軍航空本部はドイツから購入していたMG 15 機関銃のサドルバッグ式弾倉と、どちらが機関銃に適し、その利用度や操作性も併せて試験した。その結果、サドルバッグ式の方がバランスよく、射手も操作性が良好であると分かり、これを制式化して装備することになった。しかし、そのまま八九式旋回機関銃への弾倉交換では、銃の機関部や薬室などへの給弾方法がスムーズにゆかず、新たに機関銃を開発して装備搭載することとなった。これが一式旋回機関銃である。
この銃は九七式車載重機関銃の一部を改造して横に二銃並列にしたものである。使用弾薬には九八式旋回機関銃と同じ7.92x57mmモーゼル弾を採用した。
重量は弾倉を付けた状態で20.9kgとなり、八九式旋回機関銃（特）の35.74kgに対して15kg近く軽くなった。発射速度も八九式の1,400～1,500発/分から1,800～2,200発/分へと向上している。
当初は一〇〇式旋回機関銃として生産されたが、後に一〇〇式旋回機関銃に銃床を追加したものを一式旋回機関銃として採用した。
100発入りサドル（鞍鞄）型ダブルドラム弾倉を採用。単装用の九八式旋回機関銃の物に似ているが、連装用にダブルドラム弾倉中央部に送弾口が2つあった。
九九式双発軽爆撃機二型や一〇〇式重爆撃機二型、キ66に搭載された。
日本海軍も一〇〇式旋回機銃の制式名で採用した。日本海軍の一式七粍九旋回機銃（MG15の国産版）とは全くの別物なので注意を要する。
八九式旋回機関銃からは性能向上を果たしたものの、大戦中期以降の装甲を増した敵機に対して7ミリ級の銃では火力不足であり、九九式双発軽爆撃機二型丙や一〇〇式重爆撃機二型乙の後期型では12.7mm機関砲であるホ103に換装されている。